# Samsung U900 Soul
Samsung SGH-U900 (Samsung Soul) — мобильный телефон-слайдер от Samsung. Он был представлен на Mobile World Congress 11 февраля 2008 года. Являлся частью имиджевой линейки мобильных телефонов Samsung «Ultra» и флагманом компании того времени.

Soul изначально был двух цветов: платиново-серебряный и серый. Позже также выпускался в розовом, серебряном, чёрном и золотом цветах. Имеет металлический корпус, подвижная часть имеет пружинный механизм. Под основным 2,2-дюймовым дисплеем расположен второй сенсорный OLED -дисплей, на котором отображаются различные навигационные функции, адаптированные для работы программного обеспечения (как ранее было на модели E950). Samsung называет его «Волшебным прикосновением». 
- Волшебное прикосновение
- Samsung Soul
- Камера U900

5-мегапиксельная камера со светодиодной вспышкой, которая также может снимать видео со скоростью 30 кадров в секунду в разрешении QVGA (320x240). Для воспроизведения аудио используется цифровой усилитель от Bang & Olufsen. В нём нет разъема для наушников 3,5 мм — вместо этого используется фирменный разъем Samsung. Несмотря на свой флагманский статус, Samsung Soul действительно не хватает нескольких ключевых функций, таких как Wi-Fi, GPS или программного обеспечения для смартфона . Они были реализованы на Samsung G810 , который был анонсирован одновременно.

## Приём
Издательство S21 заявило, что камера U900 Soul «очень хорошая», но по уровню немного уступает «лучшим» — Nokia N95 и Sony Ericsson K850 . Обзор завершается словам, что это «сказочный» телефоном. Wired назвал сенсорную навигационную панель «одной из самых крутых и эффективных» сенсорных интерфейсов, которые встречаются на телефоне. TechRadar назвал U900 Soul «чрезвычайно стильным с качественной камерой», но подверг критике время автономной работы.